# 本町の八月踊り

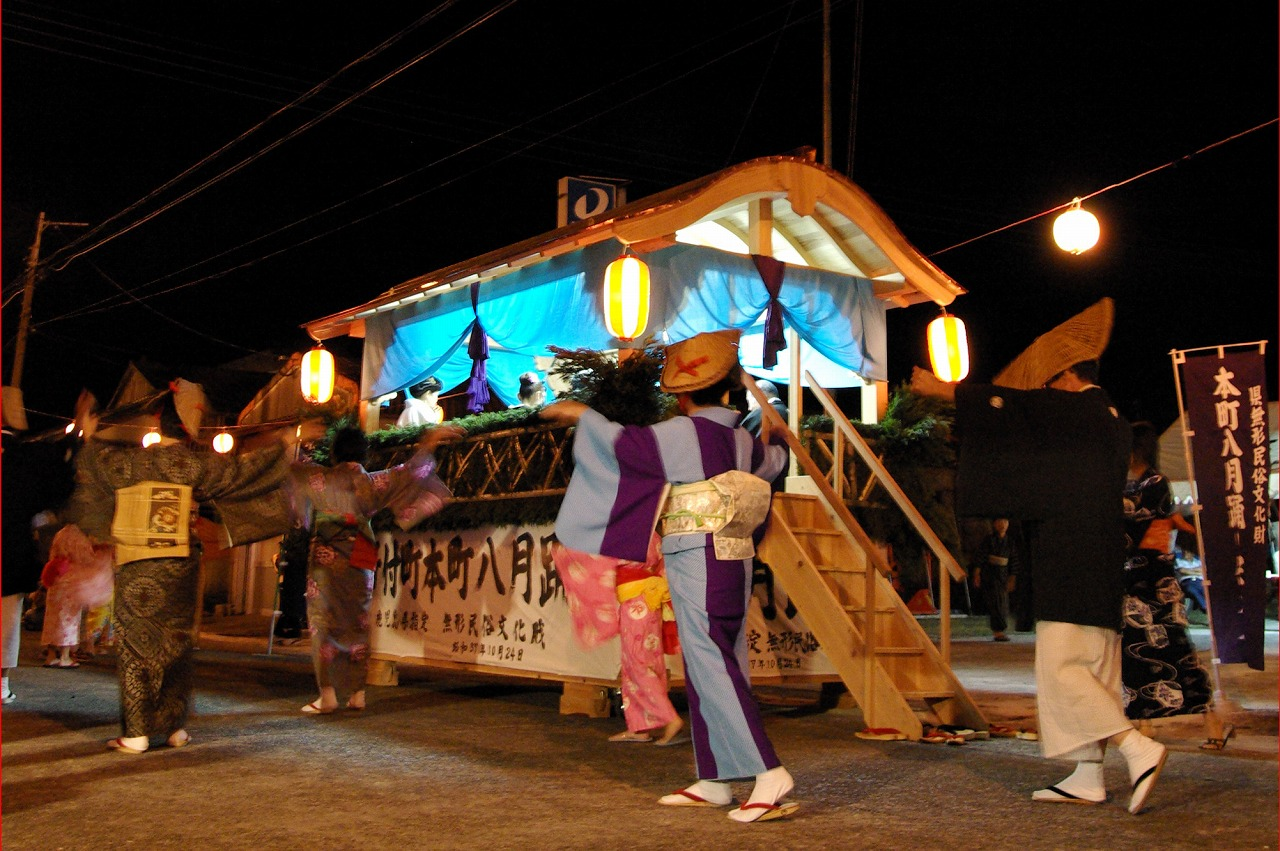
本町八月踊り

本町の八月踊り（ほんまちのはちがつおどり）は鹿児島県肝属郡肝付町に伝承される民俗芸能。隔年（偶数年）9月第4土曜日の夜に五穀豊穣と無病息災を祈願して踊られる県指定の無形民俗文化財。主に大隅の肝属川流域と奄美に伝わる八月踊のひとつ。

## 概要
夕方、八月踊りに先立ち、町内で祭祀する水神の祠に五色の紙旗を立てて踊りを奉納する水神祭が執り行われる。その踊りは「鉦踊り」もしくは「水神様の法楽（ふらく）」と呼ばれ、太鼓と鉦の音頭に合わせて、紋付羽織の男たちが輪になって唄いながら左右の足を交互に揺らす。水神は稲作に関わる神で、収穫に対する感謝と豊作の祈願を行うものである。
日が暮れて夜になると、肝付町新富の本町中央町通りに組まれた櫓を取り囲んで輪になり、八月踊りが行なわれる。男性は藺（い）で作った陣笠、黒の紋付羽織、黒足袋に草履、女性は浴衣に黒帯を合わせ、若い娘は華やかに、婦人は淑やかな装いに加えて黒の御高祖頭巾と白鉢巻で扮装する。休憩（なかあがい）を挟んで自由服となり、町民以外の一般参加が許される。櫓での合奏は三味線2、3人、太鼓1人、拍子木1人、胡弓1人。歌は肝属川流域のほとんどの集落で歌われる「五尺」「思案橋」「大阪京町」など14曲ある。
この踊りは西馬音内の盆踊りと風の盆を合わせたような感じがする。踊りの囃子は通りに組んだ櫓から流れるが、胡弓の音色がおわら風の盆、また女たちの覆面や古くからの踊りの衣装が西馬音内の盆踊りを思わせるからである。
—須藤功（民俗学写真家）、『写真ものがたり 昭和の暮らし8』

## 歴史
古くは1671年（寛文11年）灌漑用水路の竣工記念の際に踊りが奉納されたといわれているが、由来に関しては諸説あり一定しない。根本的には豊作に対する感謝の心がその根源にあるとみられている。『串良町郷土誌』によれば、八月踊りは神霊に対する祭祀と収穫の祭りが一体化したもので、水神祭と八月踊りは元来別々に行われていたという。元禄年間（1688年-1704年）以降、とくに文化・文政年間（1804年-1830年）より盛んになったとされ、肝属川流域に伝わる各地の八月踊りは概ね似たような歴史的背景をもつとみられている。
一方、大隅半島に広く伝わる八月踊りは宮崎県南部からの影響が大きいとの指摘があり、鉦踊りの後、手踊りが延々行われるところなどは宮崎県側の盆踊りがそのまま伝わったものであるという。本町の八月踊りも、日向から伝わったこの盆踊り系の手踊りと指摘される。盆の期間に手踊りする地域は薩摩半島や大隅半島では一か所しかなく、その多くは島嶼部に限られることから、薩摩藩による一向宗弾圧で盆踊りが禁じられたため、七月盆（旧盆）でないことを強調するために、あえて「八月踊り」と呼称したのではないか、と考察される。暗くなってから踊るところも日向系盆踊りの形式という。